# 병마절도사
병마절도사(兵馬節度使)는 조선시대 각도의 육군을 지휘하는 책임을 맡은 종2품 무관직으로, 줄여서 병사(兵使)라고도 한다. 조선 초기에는 병마도절제사라고 불렸다. 유명한 인물로는 설성(雪城)을 쌓은 초대 전라도 병마도절제사(初代兵使) 마천목 장군이 있다.
《경국대전》에 의하면 절도사는 모두 15명으로 충청도·전라도·경상좌우도·평안도·함경남북도에 각각 1명씩 모두 7명의 전임 절도사가 임명되었고, 그들을 단병사라 하였다.
그 밖에 각 감영의 관찰사가 겸직하는 겸병사가 8도에 1명씩 있었다. 경기·강원도·황해도에는 단병사가 파견되지 않았으므로 관찰사가 겸병사로서 그 도의 군대를 통할하였다. 1593년 선조 때부터는 황해도에도 단병사를 두어, 조선 후기에는 16명의 병마절도사가 파견되었다.
| 각도   | 겸병사(관찰사)       | 단병사(절도사)                         |
| ------ | -------------------- | -------------------------------------- |
| 경기도 | 경기감사(한양)       |                                        |
| 충청도 | 충청감사(충주)       | 충청병사(해미)                         |
| 전라도 | 전라감사(전주)       | 전라병사(강진)                         |
| 경상도 | 경상감사(상주)       | 경상좌도병사(울산), 경상우도병사(창원) |
| 강원도 | 강원감사(원주)       |                                        |
| 황해도 | 황해감사(해주)       | 1593년 황해병사 설치(해주)             |
| 평안도 | 평안감사(평양)       | 평안병사(영변)                         |
| 함경도 | 함경감사(영흥(함흥)) | 함경남도병사(북청), 햠경북도병사(경성) |

## 같이 보기
- 수군절도사
- 수군통제사